# USS Barr (DE-576)
L’USS Barr (DE-576/APD-39), est à l'origine un destroyer d'escorte de la classe Buckley de la marine des États-Unis. Il a été converti plus tard en transport de troupe rapide de classe Charles Lawrence. Il a été baptisé en l'honneur du soldat Woodrow Wilson Barr, de Keyser en Virginie-Occidentale.
Le Barr a été construit le 5 novembre 1943 à Hingham, Massachusetts, par la Cie de construction navale Bethléem ; lancé le 28 décembre 1943, et parrainé par Mme Cora Barr Dell, Pfc. Il était commandé le 16 février 1944 par le lieutenant commander Henry H.

## Atlantique, 1944
Il effectue ses essais à la mer au large des Bermudes puis effectue une période d'entrainement à la fonction d'escorte dans la baie de Casco, dans le Maine, avant de se présenter à Norfolk pour prendre ses ordres. Le Barr est alors affecté à la lutte anti-sous-marine dans l'océan Atlantique au large des îles du Cap-Vert. Il rejoint un groupe de combat anti-sous-marin formé autour du porte-avions d'escorte USS Block Island et composé des destroyers d'escorte Ahrens (DE-575), Eugene E. Elmore (DE-686), et Buckley (DE-51). Tout au long du mois de mai ce groupe croise sur les zones où les rapports indiquent la présence de sous-marins allemands, n'ayant que peu de contacts sonar valides. Le 6 mai 1944, le Buckley éperonne et coule un U-boot, prouvant la présence de sous-marins allemands dans les eaux de l'Atlantique Sud.
Le 29 mai, tandis qu'il se rapproche d'un sous-marin signalé le Buckley est touché par une torpille. L'USS Barr se met à la poursuite du submersible, plus tard identifié comme l’U-549, jusqu'au soir quand une torpille le frappe également. L'explosion détruit l'arrière de la salle des machines no 2, tuant quatre membres de l'équipage, en blessant 14, et laissant 12 disparus. Tout au long de la nuit, le Barr fait le mort pendant que l'USS Robert I. Paine (DE-578) patrouille autour de lui. Le lendemain l’Eugene E. Elmore embarque les blessés du Barr et environ la moitié de son équipage, puis prend le vaisseau endommagé en remorque en direction de Casablanca, au Maroc français. L'USS Wilhoite (DE-397) prend la relève et confie le Barr au remorqueur hollandais Antic qui remorque le destroyer dans le port de Casablanca six jours plus tard.
Le Barr reste en cale sèche à Casablanca jusqu'au 2 juillet, le temps de découper l'arrière endommagé, de débarrasser le navire de l'huile et des débris, et de souder des plaques de renfort sur l'arrière pour le voyage de retour. Le 3 juillet 1944, l'USS Cherokee (ATF-66) commence le long voyage jusqu'à Boston avec le Barr en remorque. Après un brève escale aux Bermudes pour éviter une tempête tropicale majeure, le convoi arrive au chantier naval de la marine à Boston le 25 juillet.
Le destroyer d'escorte passe les trois mois suivants en cale sèche pour rénovation et conversion en transport de troupes rapide de classe Charles Lawrence. Reclassé APD 39 le 23 octobre, il fait route pour Norfolk le 3 novembre pour entrainement. Le Barr repart le 15 novembre 1944 pour la côte ouest des États-Unis, escortant l'USS Teton (AGC-14). Il passe le canal de Panama et fait escale à San Francisco pour charger plus de matériel, puis il repart en compagnie du Cecil (APP-96) en direction de l'ouest, et arrive à Pearl Harbor le 9 décembre 1944.

## Flotte du Pacifique, 1945
À Hawaï, le Barr fait la navette entre Pearl Harbor et Maui, où il s'entraîne avec les équipes de démolition sous-marine (UDT, pour Underwater Demolition Team) aux opérations de jour et de nuit, et aux bombardements côtiers. Le 10 janvier 1945, l'USS Barr fait route pour Ulithi, qui est la principale zone de transit pour l'invasion d'Iwo Jima. De fin janvier à début février, le transport rapide complète ses approvisionnements, effectue des réparations, et prend part à des exercices de démolition et de reconnaissance sur des récifs à l'est d'Ulithi. Le 10 février, le Barr et la flottille d'APDS se postent à l'extérieur du lagon d'Ulithi avec la force d'invasion d'Iwo Jima. La flotte de transport répète la séquence de débarquement à Tinian 12 et le 13 février. Puis le groupe de première ligne se dirige vers Iwo Jima le 14. Le Barr arrive à l'extrémité sud de l'île le 16 février, et débarque son groupe UDT no 13 qui effectue sa première mission avec succès. L'équipe place un feu de navigation sur Higashi Rock, récif dangereux pour la navigation. L'USS Barr doit appuyer son groupe d'UDT avec ses canons, l'équipe de démolition progressant sous le feu japonais.
Le lendemain matin, après un intense bombardement préparatoire délivré par les canons de la flotte américaine et les avions de l'aéronavale, les transports rapides s'approchent des plages orientales de l'île pour débarquer des équipes de reconnaissance. Durant l'après-midi, la même procédure est engagée pour reconnaitre les plages occidentales. Le 18 février, le Barr reçoit l'ordre de repositionner le feu de navigation sur Higashi Rock, avant de se retirer au large pour la nuit. En s'éloignant d'Iwo Jima en compagnie de l'USS Blessman (APD-48), un bombardier japonais survole le Barr et s'écrase sur le Blessman, causant de nombreuses victimes.
L'USS Barr passe le 19 février 1945, jour du débarquement à Iwo Jima, dans une zone dédiée aux transports de troupe à 5 000 m au large des plages de l'Est. Ses canots armés par les nageurs de combat de l'UDT, guident les marins vers les plages de débarquement. Puis jusqu'au 3 mars, le transport à grande vitesse passe ses nuits en position de protection de la flotte et vient déposer dans la journée ses équipes de démolition pour nettoyer les plages des obstacles sous-marins. Le 4 mars le Barr quitte Iwo Jima pour Ulithi où il arrive le 12 mars.
Le transport rapide se prépare alors pour l'invasion d'Okinawa. Le 21 mars il quitte Ulithi au sein de la flotte de bombardement et de couverture placée sous les ordres du contre-amiral Morton Deyo. Les navires de guerre arrivent au large d'Okinawa le 25 mars et s'approchent de Kerama Retto pour reconnaître l'extrémité sud-ouest de Tokashiki. Pendant quatre jours le Barr débarque l'UDT no 13 sur Keise Shima, un groupe de petites îles coralliennes entre Kerama Retto et Okinawa, pour recueillir des informations et préparer des passages à l'explosif à travers le récif de corail pour les chalands de débarquements (LST).
Le Barr ne s'approche pas d'Okinawa le 1er avril 1945, jour du débarquement, car il fait partie de l'écran anti-sous-marins. Il transborde son équipe de démolition (UDT no 13) sur l'USS Wayne (APP-54) les 6 et 7 avril. Il reste à sa position de couverture de la flotte jusqu'au 9 avril, où il part pour Saipan pour une semaine de réparations.
L'USS Barr appareille le 23 avril pour escorter un convoi de LST et de LVM à Okinawa. Il mouille à Hagushi en couverture jusqu'au 27 mai, puis escorte un convoi vers Saipan. Le Barr poursuit ensuite sa route vers les Philippines, faisant escale à Leyte et Manille, puis rallie le golfe de Lingayen pour escorter un convoi en route pour Okinawa. Il reprend alors son rôle de protection à Okinawa, après son retour à la fin du mois de juin.

## Les activités d'après guerre
Après la capitulation du Japon le 15 août, l'USS Barr a rendez-vous avec le HMS King George V et le HMS Gambia à Tokyo. Il vient ensuite à l'extrémité nord de la baie afin d'évacuer les prisonniers de guerre alliés du centre de Honshu. Sur plusieurs voyages, le transport rapide reçoit au total à son bord 1 135 anciens prisonniers de guerre alliés. Une fois l'évacuation terminée, le Barr effectue un service postal à Iwo Jima entre le 24 et 28 septembre. Puis il reste dans le port de Tokyo jusqu'au 12 octobre, où il envoyé à Nagasaki pour se mettre au service du bureau d'enquête des bombardements stratégiques. Il sert de base d'opérations et de casernement jusqu'au 1er décembre 1945, date à laquelle il fait route vers les États-Unis.

## Désarmé et en réserve
Le transport arrive à San Diego le 19 décembre et, après des réparations voyage, poursuit jusqu'à la côte Est des États-Unis, où il est retiré du service puis envoyé en réserve à Green Cove Springs, en Floride, le 12 juillet 1946. L'USS Barr reste dans la flotte de réserve de l'Atlantique jusqu'au début des années 1960. Son nom est rayé de la liste de la Marine le 1er juin 1960, et il est coulé comme cible au large de l'Île Vieques le 23 mars 1963.

## Sources
- (en) Cet article est partiellement ou en totalité issu de l’article de Wikipédia en anglais intitulé « USS Barr (DE-576) » (voir la liste des auteurs).